# Diadegma meliloti
Diadegma meliloti är en stekelart som beskrevs av Horstmann 1973. Diadegma meliloti ingår i släktet Diadegma och familjen brokparasitsteklar. Inga underarter finns listade i Catalogue of Life.